# Agouni Gueghrane
Agouni Gueghrane là một đô thị thuộc tỉnh Tizi Ouzou, Algérie. Dân số thời điểm năm 2002 là 10.833 người.